# UC Browser
UC Browser (UC-браузер) — мобільний браузер, розроблений компанією UCWeb (раніше відомою як UC Mobile). Був запущений у квітні 2004 для пристроїв на платформі Java. У 2010 році була випущена перша версія під iOS, доступна для скачування в App Store. Зараз доступний для установки на всі основні мобільні платформи, включаючи Android, iOS, Windows Phone, Symbian та Blackberry. У 2014 році з'явилася версія UC Browser для комп'ютерів на базі Windows.

## Можливості
Браузер використовує стиск сторінок за допомогою проксі-серверів і спеціальні налаштування для оптимізації швидкості. Здатний пристосовуватися до умов різних мереж і підтримує мультизавантаження файлів найрізноманітніших форматів. Має вебдодатки з підтримкою HTML5 і функцію хмарної синхронізації.
UC browser доступний для всіх видів смартфонів і інших мобільних платформ, проте користувачі Андроїд-версії складають найбільшу частину користувальницької аудиторії (100 млн з 400 млн користувачів).

## Партнерство і співпраця
UCWeb підлаштував свій браузер для індійських клієнтів компанії Vodafone в травні 2013.
В травні 2013 компанія UCWeb повідомила про партнерство з Trend Micro. Відповідно до угоди, обидві компанії працюватимуть над покращенням захисту мобільного трафіку в браузері.
В серпні 2013 UC браузер надав канали розповсюдження таким компаніям, як AppURL Initiative.
В серпні 2013 компанія UCWeb отримала ексклюзивні права на продаж ігор компанії Gameloft на китайському ринку.